# Uromyces aecidiiformis
Uromyces aecidiiformis är en svampart som först beskrevs av F. Strauss, och fick sitt nu gällande namn av C.C. Rees 1917. Uromyces aecidiiformis ingår i släktet Uromyces och familjen Pucciniaceae.   Inga underarter finns listade i Catalogue of Life.